# Yūsuke Imai (wioślarz)
Yūsuke Imai (jap. 今井裕介 Imai Yūsuke; ur. 7 stycznia 1982 r. w prefekturze Nagano) – japoński wioślarz.

## Osiągnięcia
- Mistrzostwa Świata – Gifu 2005 – ósemka wagi lekkiej – 2. miejsce[1].
- Mistrzostwa Świata – Poznań 2009 – ósemka wagi lekkiej – 4. miejsce[1].